# Крена де Йонг, Даниэл
Даниэл Крена де Йонг (нидерл. Daniel Crena de Iongh; 21 апреля 1888, Дордрехт — 26 ноября 1970, Нью-Йорк) — нидерландский финансист.
Сын Адриануса Корнелиса Крены де Йонга (1858—1933), адвоката, члена муниципального совета Дордрехта. Окончил юридический факультет Лейденского университета, там же в 1914 году защитил диссертацию, после чего поступил на работу в Нидерландское торговое общество. В 1916 г. стажировался в Нью-Йорке, с 1920 г. возглавлял отделение компании в Роттердаме, в 1925 г. занял пост директора компании, в непосредственном подчинении у президента NHM К. Й. К. ван Алста. В 1934 г. сменил ван Алста на посту президента, однако в 1939 г. в условиях начавшейся Второй мировой войны и сложных финансовых проблем вынужден был уйти в отставку. Отправившись в Нидерландскую Индию, в 1939—1942 гг. возглавлял созданный в связи с военными трудностями Нидерландско-индийский институт ценных бумаг (нидерл. Nederlandsch-Indische Deviezen Instituut).
В 1942 г. в связи с японской оккупацией через Австралию перебрался в Лондон. Здесь Правительство Нидерландов в изгнании назначило его руководителем Совета по делам Нидерландской Индии, Суринама и Кюрасао (англ. Council for the Netherlands Indies, Surinam and Curaçao) со штаб-квартирой в Нью-Йорке — эта организация занималась распределением поступающих из нидерландских колоний средств и планами развития этих территорий. Крена де Йонг выполнял также разные другие посреднические миссии между правительством и нидерландским бизнесом. Вместе с Йоханом Виллемом Бейеном Крена де Йонг вёл различные переговоры о послевоенном финансовом устройстве Европы, в 1944 году они вместе представляли Нидерланды на Бреттон-Вудской конференции.
В 1946—1952 гг. работал в Международном банке реконструкции и развития: заместитель исполнительного директора, затем казначей. В 1952—1955 гг. один из исполнительных директоров Всемирного банка (представлял интересы Нидерландов, Югославии и Израиля).
Свободное от основной деятельности время Крена де Йонг посвящал культуре. В 1926—1933 гг. он входил в редакционную коллегию важнейшего нидерландского журнала De Gids, публиковал статьи на литературные, исторические и философские темы. Уже на пенсии он написал книгу «Византийское наследие в Италии» (англ. Byzantine Aspects of Italy; 1967), посвящённую сохранившимся памятникам Византийской Италии.
Первым браком (1916—1947) был женат на Анне Элизабет Грансберг (1894—1995), трое детей; вторым браком (с 1947 г.) — на Мэри Доус Хертер Нортон, вместе с которой до конца жизни жил в городе Уилтон, штат Коннектикут.